# Platja de la Conca
La platja de la Conca, o platja del Camí de la Pomereda, és una platja seminatural del municipi de Malgrat de Mar (Maresme), situada en un entorn natural protegit. Limita al nord-est amb la platja de la Punta de la Tordera i al sud-oest amb la platja de Malgrat. Orientada al sud-sud-est, té una longitud de 1.700 metres i una amplada entre 90 i 120 metres, formada de sorra gruixuda i amb un fort pendent d'entrada a l'aigua.
A la platja hi ha l'espai protegit de les Dunes, amb vegetació psammòfila de gran valor ecològic i paisatgístic. A tocar de l'espai de varada de les barques, hi ha una zona de 1.200 m² destinada als gossos. Des del 2021 hi ha una zona nudista, que es va traslladar des de la platja de la Punta de la Tordera, en tancar-se l'accés en aquesta, després del temporal Glòria.
Els temporals malmeten periòdicament la sorra de la platja, que el Ministeri de Medi Ambient s'encarrega de regenerar-la, dragant la sorra que s'extreu de les bocanes dels ports de Premià i Balís.